# Aalborg HIK
Aalborg HIK är en volleybollklubb från Ålborg, Danmark. Klubben grundades 1983
Klubbens herrlag har varit mest framgångsrikt med två danska mästerskap (2000/2001 och 2001/2002) och fem segrar i danska cupen (1999-2002 och 2004).
Klubbens damlag har som bäst blivit trea i serien, vilket de blivit tre gånger (2001/2002, 2002/2003 och 2003/2004) samt nått final i danska cupen, vilket de gjorde 2001/2002 och 2004/2005.